# 미모낭주 설씨
미모낭주 설씨(美毛娘主 薛氏)는 설원과 준모의 딸이자 하종의 부인, 김유신의 장모이다.

## 가족관계
- 조부 : 설성
- 조모 : 금진낭주 김씨
  - 아버지 : 설원 - 신라 제7대 풍월주
- 외조부 : 모랑 - 신라 제3대 풍월주
- 외조모 : 준화낭주 김씨
  - 어머니 : 준모
- 남편 : 하종
  - 딸 : 유모낭주(柔毛娘主)
    - 사위 : 김호림 무림
      - 손자 : 자장법사

  - 딸 : 영모부인
    - 사위 : 김유신
      - 손자 : 김삼광
      - 손녀 : 진광부인 김씨
      - 손녀 : 신광부인 김씨
      - 손녀 : 작광부인 김씨
      - 손녀 : 영광부인 김씨

  - 아들 : 모종
    - 며느리 : 양명공주
      - 손자 : 김양도